# Supernova typ II
En supernova typ II, förkortat till SN II, är en supernova som uppkommer vid kollapsen av en mycket massiv stjärna. Stjärnan måste ha åtminstone 8, men högst 40-50 solmassor (M☉) för att denna form av supernovaexplosion ska inträffa. Typ II observeras vanligen i galaxers spiralarmar och i H II-regioner, men inte i elliptiska galaxer.

## Egenskaper
Typ II har tydliga vätelinjer i sitt spektrum vilket skiljer dem från supernovor av typ I. Supernovor av typ II exploderar av samma anledning som supernovor av typ Ib och Ic, nämligen att stjärnans kärna kollapsar när strålningstrycket inte längre kan hindra att gravitationen försätter den i fritt fall.
Det finns ett flertal kategorier av type II-explosioner, eftersom dessa kategoriseras av supernovans ljuskurva. Supernovor av typ II-L uppvisar ett linjärt avklingade hos ljuskurvan efter explosionen. Typ II-P uppvisar en period med långsammare avklingande, en platå, och därefter ett snabbare, ”rakare” avklingande. Typ Ib och Ic är däremot supernovor där kärnan kollapsat och kastat av sig det yttre lagret av väte och (för typ Ic) helium. Typ Ib och Ic verkar därför sakna dessa grundämnen, som typ II kan uppvisa.